# Домостроительный комбинат
Домостроительный комбинат (ДСК) — организация, занимающаяся поточным изготовлением и сборкой панельных зданий.
Компоненты панельного дома, представляющие собой крупные железобетонные плиты, изготавливают на домостроительных комбинатах. По качеству любые изделия, изготовленные в заводских условиях по существующим ГОСТам и с должным техконтролем, всегда будут отличаться в положительную сторону от изделий, произведённых прямо на стройплощадке.
Строительство панельного дома напоминает сборку детского конструкторского набора. На стройплощадку доставляют уже готовые детали сооружения, которые строителям остается лишь смонтировать. В результате этого производительность труда на такой постройке очень высока. Площадь строительной площадки гораздо меньше необходимой при строительстве кирпичного дома. Такие длительные и трудоёмкие процессы, как установка арматуры или бетонирование, какие характерны для монолитного домостроения, полностью исключены. И как раз в этом специалисты и видят главное преимущество панельного домостроения перед другими типами строительства.

## История
Идея создания домостроительных комбинатов была выдвинута в Ленинграде в 1958 (секретарём ЛенинГоркома КПСС инженером С. М. Верижниковым, директором Главленинградстроя В. Я. Исаевым, управляющим ЗСЖБ треста № 19 А. А. Сизовым, зампредседателем Ленгорисполкома архитектором Е. Г. Стржалковским, Л. Г. Юзбашевым и другими). В 1958 на базе завода сборного железобетона треста № 19 был создан первый ДСК, который в апреле 1959 года был назван Полюстровским.

## Преимущества и недостатки
Преимущество сборных железобетонных конструкций, против монолитных, состоит в том, что конструкции изготавливаются на заводах ЖБИ, а затем доставляются на стройплощадку и монтируются в проектное положение. Основное преимущество технологии сборного железобетона в том, что ключевые технологические процессы происходят на заводе. Это позволяет достичь высоких показателей по срокам изготовления и качеству конструкций. Кроме того, изготовление преднапряжённых железобетонных конструкций возможно, как правило, только в заводских условиях.
Недостатком заводского способа изготовления является невозможность выпуска широкого ассортимента конструкций. Особенно это относится к разнообразию форм изготавливаемых конструкций, которые ограничиваются типовыми опалубками. Фактически, на заводах ЖБИ изготавливаются только конструкции, требующие массового применения. В свете этого обстоятельства, широкое внедрение технологии сборного железобетона приводит к появлению большого количества однотипных зданий, что, в свою очередь, приводит к деградации архитектуры региона. Такое явление наблюдалось в СССР в период массового строительства.

## Технологии
Большое внимание на заводе ЖБИ уделяется технологической схеме изготовления. Используется несколько технологических схем:
Конвейерная технология:
Элементы изготовляют в формах, которые перемещаются от одного агрегата к другому. Технологические процессы выполняются последовательно, по мере перемещения формы.
Поточно-агрегатная технология:
Технологические операции производят в соответствующих отделениях завода, а форма с изделием перемещается от одного агрегата к другому кранами.
Стендовая технология:
Изделия в процессе изготовления остаются неподвижными, а агрегаты перемещаются вдоль неподвижных форм. В предварительно напряжённых конструкциях применяют два способа создания предварительного напряжения: натяжение на упоры и натяжение на бетон, а также два основных способа натяжения арматуры: электротермический и электротермомеханический.